# 青森市営バス

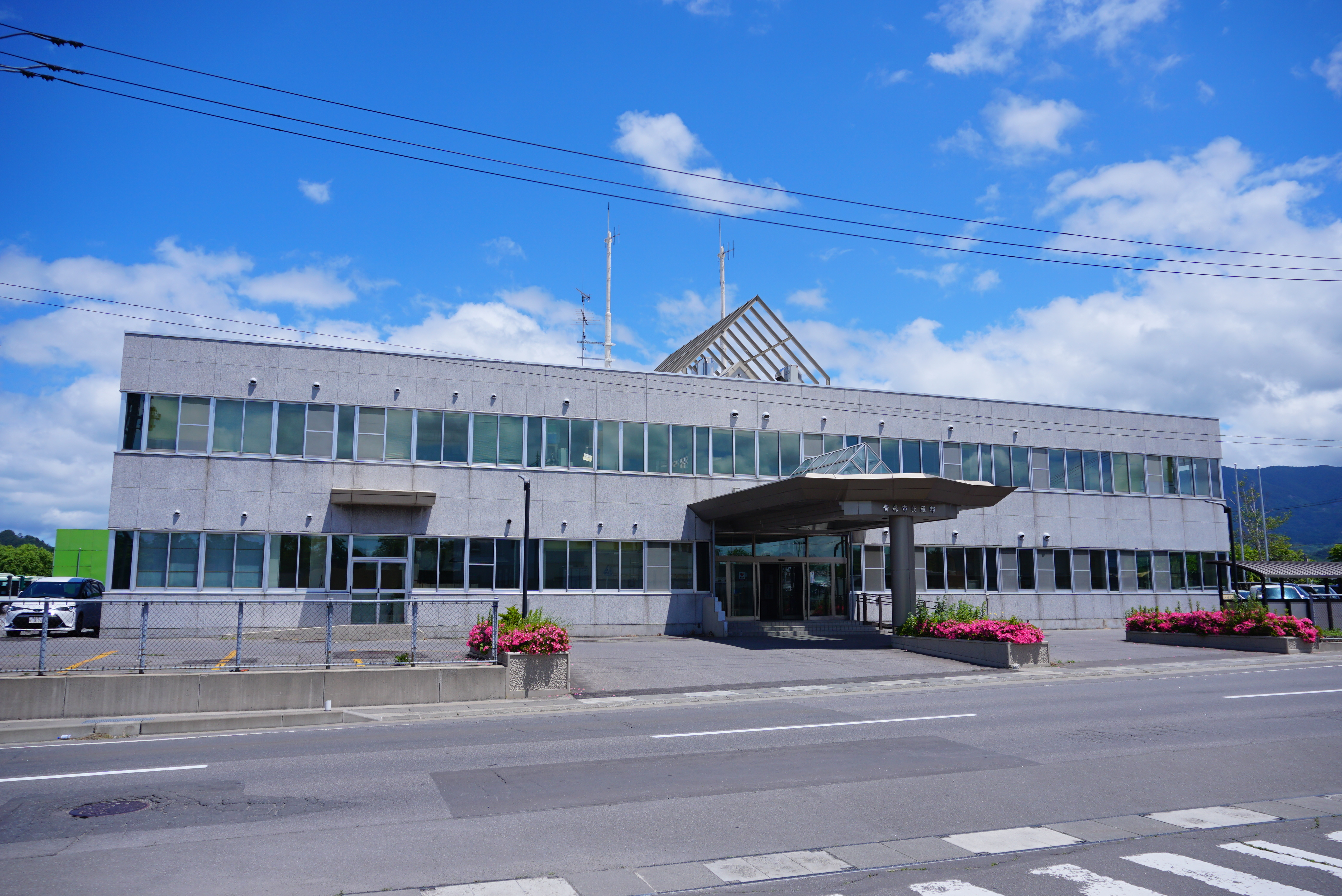
青森市企業局交通部・青森市営バス東部営業所

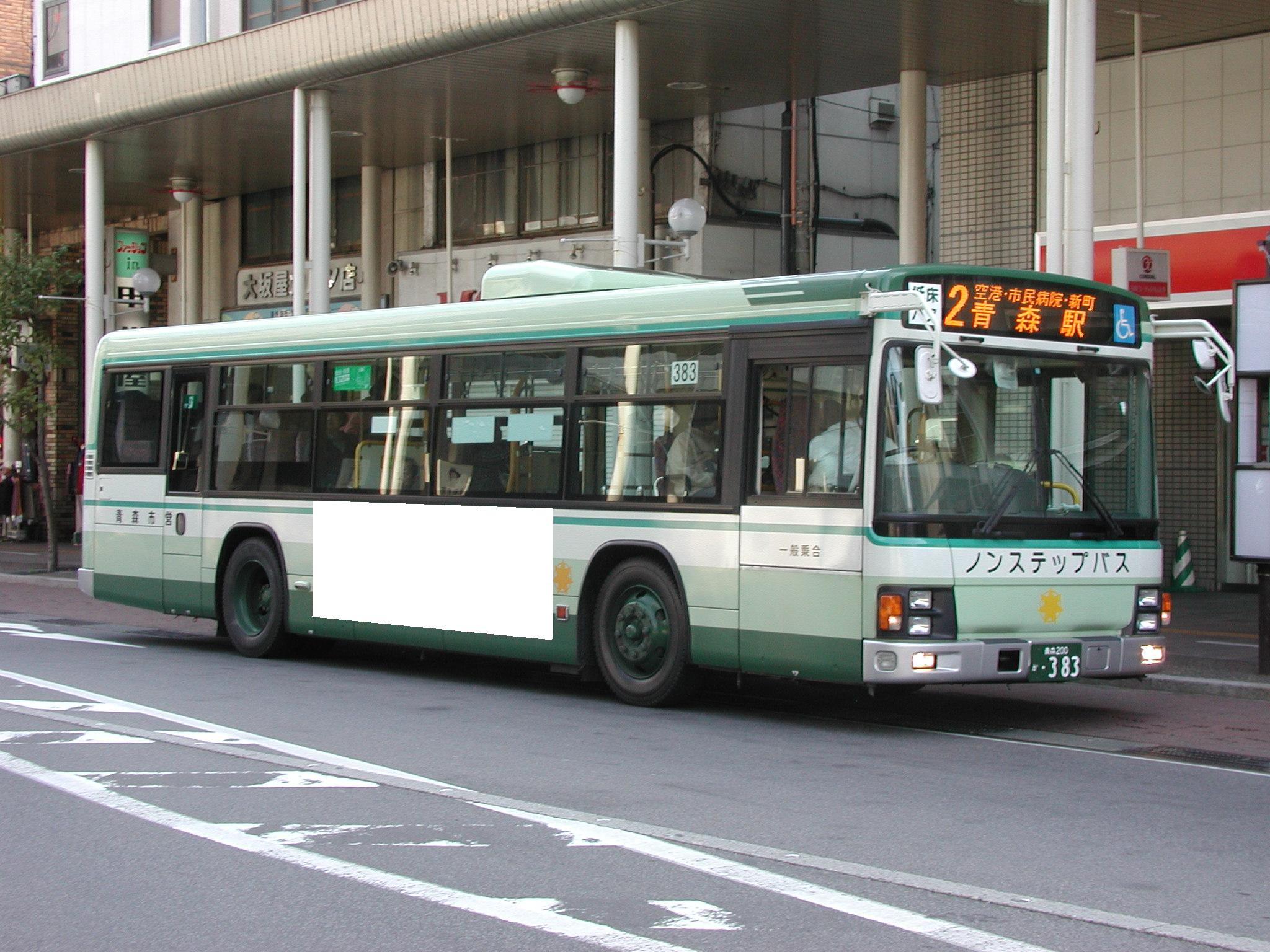
青森県内で初めて導入されたノンステップバス車両（浪岡線のみで運用される。）

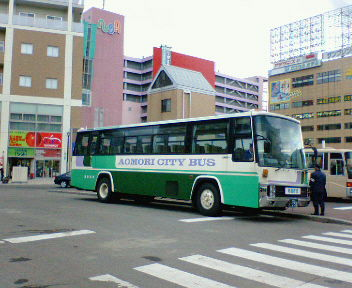
観光貸切・空港線兼用塗色（観光貸切車）

青森市営バス（あおもりしえいバス）は青森県青森市の青森市企業局交通部が営業する公営バスである。青森市内全域および周辺町村に乗合路線を運行する。

## 歴史

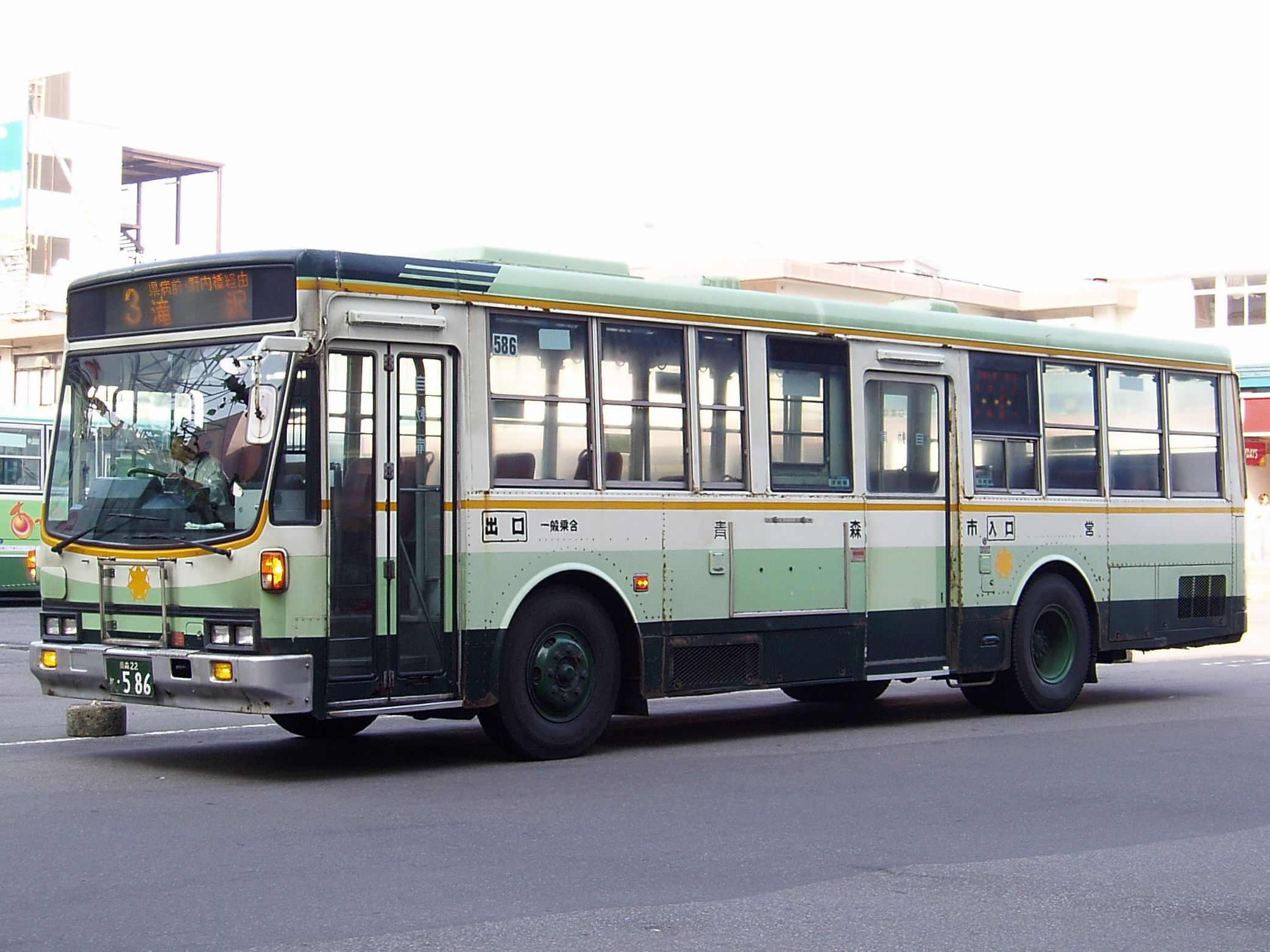
「黄帯」と呼ばれる旧塗色

乗合馬車を経営していた篠原善次郎が1923年（大正12年）に青森市営による乗合自動車事業を立案し、乗合自動車5台を寄付するという提案をしたが、採算が取れないとして受け入れられず、篠原は自費にて1924年（大正13年）春より青森駅 - 合浦公園間の営業運行を開始した。当時、青森市では市営電車事業が計画されていたが、冬期間の積雪では採算性が取れないことから断念し、市営乗合自動車事業が検討された。ここで篠原は車両6台と運営資金1万5千円（新車2台と車庫建設などの費用）を寄付、青森市交通部事務所・車庫を青森市大字大野字長島に置いて青森市営バスが発足する。
発足当初は3路線だったバス路線は町村合併により路線網が拡大される。1939年（昭和14年）には油川町との合併を踏まえて青森乗合自動車会社より油川地区の2路線を買収している。青森空襲によって青森市内は大きな被害を受けたが、1946年（昭和21年）には仮事務所を置き、本格的な運行再開の体制に入った。1951年（昭和26年）には事務所を浪打に移転し、さらに1956年（昭和31年）に造道へ移転した。
国鉄津軽線開業により、東津軽郡一帯に路線を持っていた青森バスが経営不振に陥ったため、当時の青森市長が青森バス側より株式の大半を取得、既に買収に動いていた弘南バスや津鉄バスを退けて1954年（昭和29年）にバス事業を譲受した。これにより市営バスの路線網は東津軽郡一帯に広がった。1959年（昭和34年）には油川車庫と小湊営業所が、1962年（昭和37年）には西部営業所が設置され、路線網はさらに広がりを見せる。しかし、路線網が広いゆえに財政状況は逼迫し、合理化の一環で1965年（昭和40年）より順次ワンマンカーを導入している。

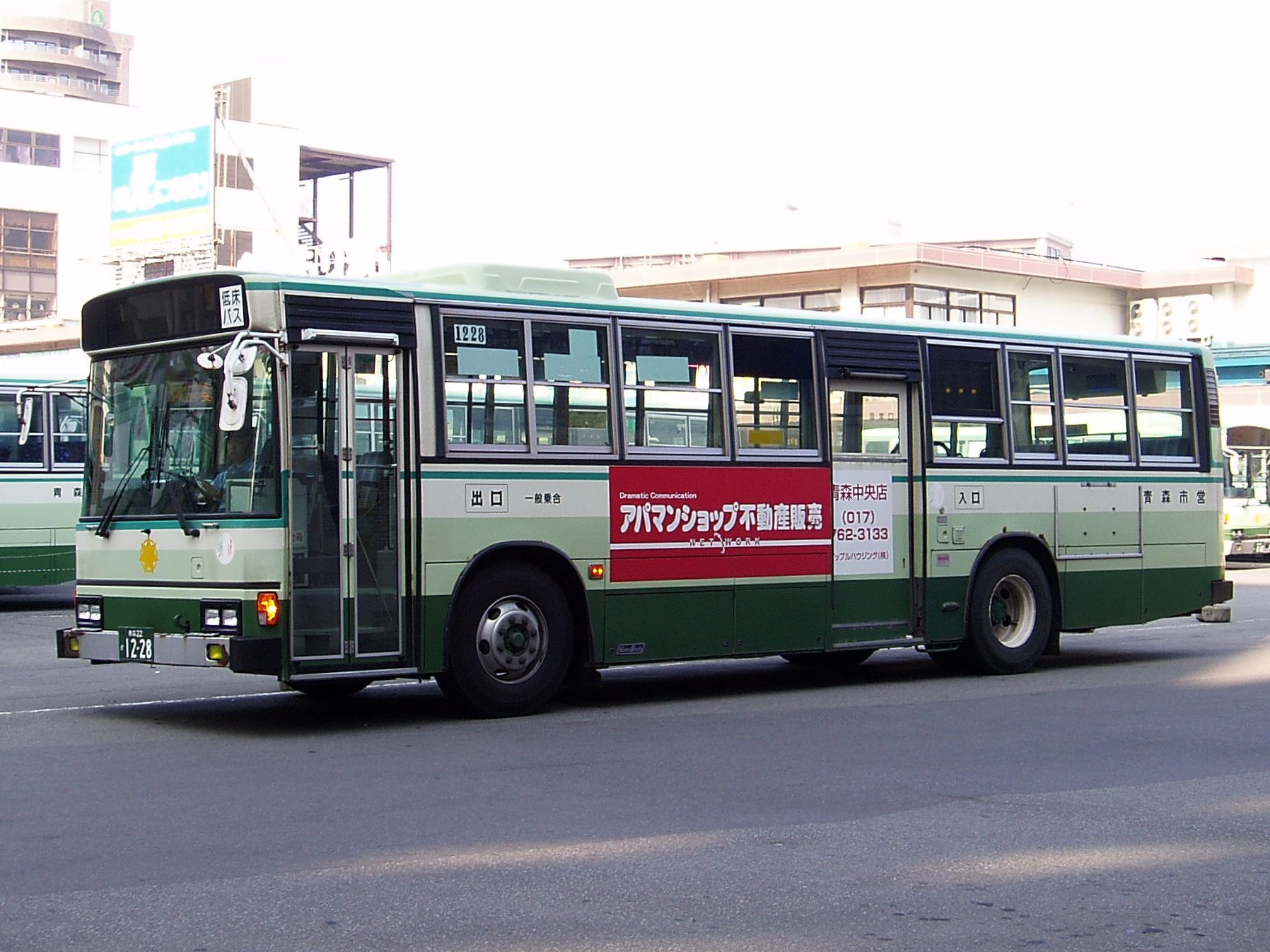
黄帯の部分を「青帯」に変更された現行塗色

### 年表
- 1924年（大正13年）春 - 篠原商会自動車部が青森駅 - 合浦公園間で運行を開始する。
- 1926年（大正15年）3月6日 - 青森市営バスを発足。事務所・車庫を青森市大字大野字長島に置く。
  - 青森駅－合浦公園前、筒井橋間で運行開始。
- 1934年（昭和9年）3月15日 - 回数券を新設。
- 1937年（昭和12年）10月 - 造道字浪打に第二車庫を設置。
- 1939年（昭和14年）6月 - 青森乗合自動車会社から古川 - 油川 - 十三森間、油川 - 大浜 - 新城間の路線を買収。
- 1946年（昭和21年）2月 - 仮事務所・車庫を青森市大字浦町字野脇に置く（跡地は現在の青森中央郵便局）。
- 1950年（昭和25年）10月6日 - 一般貸切旅客運送事業の開始。
- 1951年（昭和26年）10月12日 - 事務所・車庫を浪打駅前（青森市大字造道字浪打）へ移転。
- 1954年（昭和29年）
  - 1月28日 - 青森バス株式会社から一般乗合旅客運送事業を譲り受ける。
  - 2月2日 - 青森バス株式会社から特定貨物自動車運送事業を譲り受ける。
  - 2月4日 - 青森バス株式会社から一般貸切旅客運送事業を譲り受ける。
- 1956年（昭和31年）7月31日 - 青森市造道字磯野に車庫を置く（八重田営業所、後に東部営業所）。
- 1958年（昭和33年）11月19日 - 青森市大字油川字浪返に油川車庫設置。
- 1959年（昭和34年）
  - 3月16日 - 特定貨物自動車運送事業廃止。
  - 7月1日 - 油川車庫内に油川営業所開設、運輸開始。
  - 10月1日 - 平内町沼館字沼館に小湊営業所開設、運輸開始。
- 1962年（昭和37年）
  - 8月31日 - 三厩分所を三厩村大字三厩字中浜道端より三厩駅前（三厩村大字増川字東町）に移転。
  - 11月1日 - 青森市新城字平岡163番地に西部営業所開設、営業開始。
- 1965年（昭和40年）4月20日 - ワンマンカーを運行開始。
- 1973年（昭和48年）10月29日 - 油川営業所を青森市大字羽白字池上に移転。
- 1978年（昭和53年） - 買物回数券を新設。
- 1979年（昭和54年）12月1日 - 小湊営業所を平内町大字沼館字家岸に移転。
- 1981年（昭和56年）9月26日 - 東部営業所発着の郊外線が県立中央病院経由となる。
- 1985年（昭和60年）4月8日 - 西部営業所を青森市新城字平岡30番地に移転（跡地は現在の「西部市民センター」）。
- 1989年（平成元年）4月1日 - これまでの夏季・冬季ダイヤを廃止し、通年ダイヤに変更。[1]
- 1990年（平成2年）
  - 3月29日 - バスロケーションシステムを問屋町線・市民病院線に導入。
  - 4月1日 - 油川営業所廃止、西部営業所に統合。同日から、「日曜日・祝日用フリールートカード」（1日乗車券）利用開始（後に利用は土曜日に拡大）[2]。
- 1991年（平成3年）4月1日 - 蟹田営業所と三厩支所を統合し平舘村に上磯営業所を設置。蟹田地区と青森市内を結ぶ直通便を廃止。

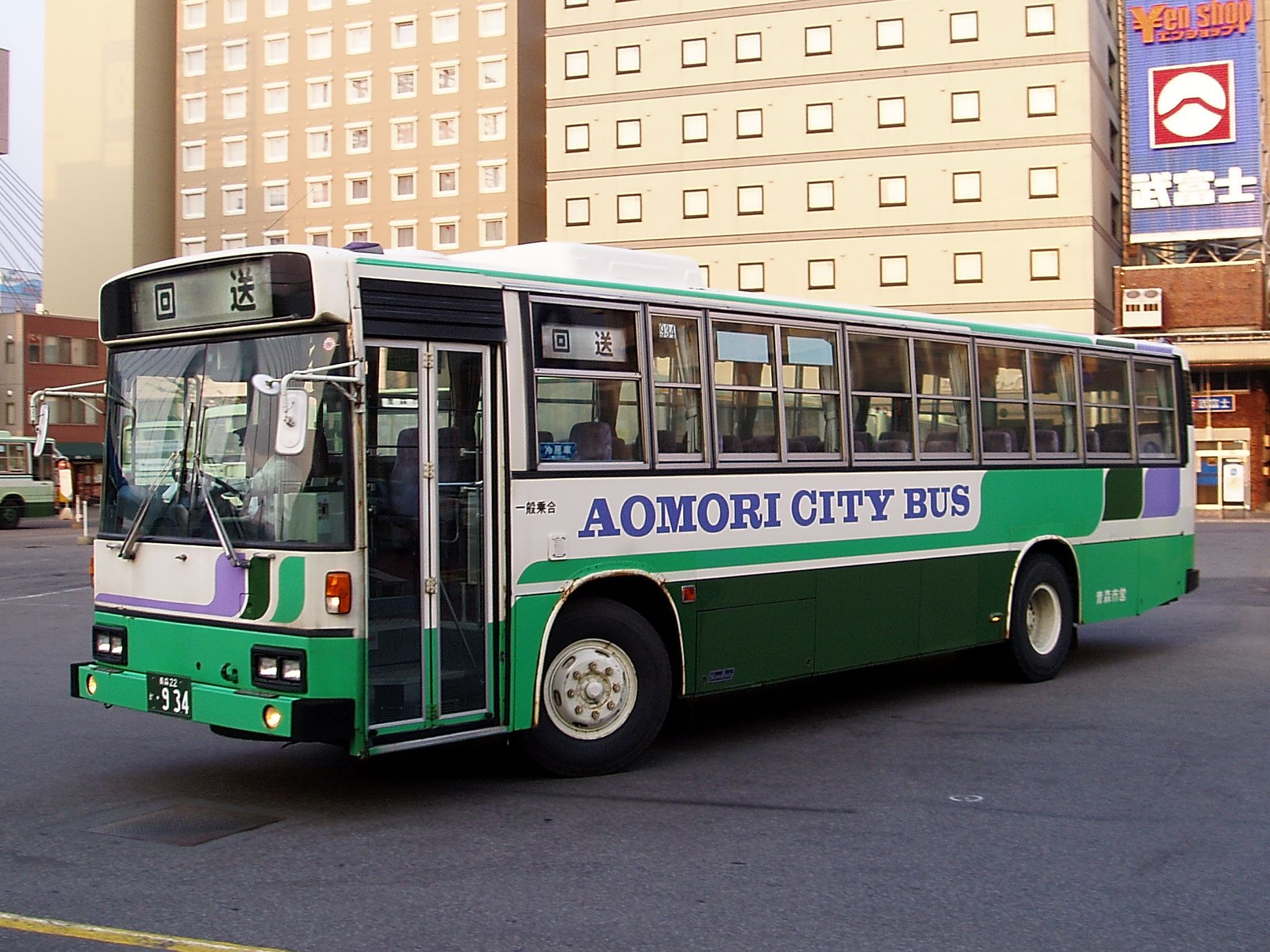
観光貸切・空港線兼用塗色（青森空港線市営担当便運用車）

- 1992年（平成4年）11月10日 - バスカードシステムを導入。
- 1994年（平成6年）4月1日 - 平内地区と青森市内を結ぶ直通便を廃止（マリンパーク浅虫 - 中野間路線廃止）。
- 2000年（平成12年）3月1日 - 東部営業所と交通部を青森市野内字菊川に移転する。
- 2001年（平成13年）4月1日 - 上磯営業所と蟹田線・三厩線・竜飛線蟹田駅～三厩駅～竜飛灯台間を廃止。小湊営業所を東部営業所の小湊出張所に改組。
- 2004年（平成16年）
  - 4月1日 - 平内町内の路線を廃止、下北交通へ移管。小湊出張所廃止。
  - 7月1日 - 矢田・滝沢線、中央循環線、西バイパス・新田循環線の運行業務を弘南バスに委託。
- 2005年（平成17年）4月1日 - 青森県内としては初となるノンステップバスを導入。
- 2007年（平成19年）10月1日 - 小学生以下の運賃を無料化。小児向けの定期券や乗車券類を廃止。高齢者福祉乗車証所持者の運賃の一部負担を実施。
- 2008年（平成20年）4月1日 - 貸切一般貸切旅客運送事業を廃止。また管轄を「青森市企業局交通部」から「青森市企業局企業部」に変更。
- 2009年（平成21年）4月1日 - 契約輸送（競輪場輸送・スクールバス）を廃止。また青森空港線より撤退。
- 2010年（平成22年）4月1日 - 青森市行政組織改編に伴い企業局企業部を分割し、再び企業局交通部となる。
- 2012年（平成24年）10月1日-  矢田・滝沢線、孫内線、岡町線が運休となり、青森市市民バスがバス運行社会実験として運行を開始した（矢田・滝沢線は八洲(やしま)交通が運行を担当し、孫内線、岡町線は青森観光バスが運行を担当している）。
- 2013年（平成25年）4月1日 - 矢田・滝沢線、孫内線、岡町線が廃止。
- 2013年（平成25年）10月1日 -  本線（青柳経由）、高田線、浪岡線（空港経由）が運休となり、青森市市民バスがバス運行社会実験として運行を開始した（本線（青柳経由）は八洲交通、高田線は青森観光バス、浪岡線（空港経由）は弘南バスが運行を担当している）。
- 2014年（平成26年）4月1日 -  本線（青柳経由）、高田線、浪岡線（空港経由）が廃止。
- 2014年（平成26年）10月1日 - 浪岡線（大釈迦経由）が運休となり、青森市市民バスがバス運行社会実験として運行を開始した（運行は弘南バスの担当）。
- 2015年（平成27年）4月1日 - 浪岡線（大釈迦経由）が廃止。
- 2018年（平成30年）10月29日 - この日から2019年（平成31年）3月24日まで、新石江・西バイパス線、大野循環線、公立大学中央線、戸山・幸畑中央線、明の星通り線の実験運行を実施[3]。
- 2019年（平成31年・令和元年）
  - 3月22日 - 明の星通り線の実験運行を終了。他の実験運行4路線は、同月25日のダイヤ改正後も運行継続[4]。
  - 12月2日 - この日から、市営バスの一般乗合旅客自動車運送事業に係る管理の委託を岩手県北自動車が受託。国道線・新町線・新城線・西バイパス線・浪館線・細越線・市民病院線・問屋町線を委託[5]。また、実験運行であった新石江・西バイパス線、大野循環線、公立大学中央線、戸山・幸畑中央線の4路線が本格運行に移行した。[6]
- 2020年（令和2年）3月23日 - この日より行き先表示、時刻表が一新。系統が付き、従来のものより分りやすくなっている。また、同日をもって弘南バス青森営業所が路線委託を取りやめ、築木館線ほかが直営、浪館中央循環線が岩手県北自動車が受託する。
- 2021年（令和3年）
  - 1月12日 - この日から、定期券・フリーパス券・フリールートカード1日券の購入に、クレジットカード・交通系ICカード・QRコードでの購入が可能となる[7]。但し、キャッシュレスでの購入は、東部営業所・西部営業所・青森駅前案内所・NTT青森支店前発売所のみの取り扱いとなり、キャッシュレスでは、バスカードの購入はできない。また、バス車内で、フリールートカード1日券を購入する場合も、キャッシュレス決済はできない（現金のみ）。
  - 4月23日
    - 2022年春から導入予定のICカードの名称を「AOPASS（アオパス）」と決定[8][9]（名称の公募は同年2月1日から2月21日にかけて実施[10]）。
    - 青森市企業局交通部公式Instagram開設[11]。
- 2022年（令和4年）
  - 3月4日 - 各種バスカード、フリールートカード(土日祝日用)の販売を終了(校外学習用フリールート券を除く)。所持しているバスカードについては、利用は可能になっている[12]。
  - 3月5日 - 地域連携ICカード「AOPASS」を導入[13][8]。同時に「Suica」などの全国相互利用サービスに対応した交通系ICカードが利用可能となる[8][14]。
- 2023年（令和5年）3月22日 - 夏ダイヤにダイヤ改正を行うとともに、青森駅西口駅前広場供用開始に伴い、西口駅前広場に乗り入れる路線の拡充を拡充。また、西口駅前広場発着の路線を新設し、北部方面と西部方面を結ぶ直行便の運行を開始。細越線の一部便が、慈恵会病院前を通るように変更。また、慈恵会病院経由の路線には「安田」というバス停を新設。観光通り線の「サンワドー中央店前」を「DCM青森中央店前」に変更。[15]

## 車両
- 保有車両の多くがいすゞ自動車と日野自動車だが、近年は三菱ふそうトラック・バスも増えている。
- 1993年（平成5年）以前の車両は窓下にオレンジのラインが、それ以降は緑色のラインが塗色されている。なお、投入当初がオレンジのラインの車両でも、車体更新時には緑色のラインに変更されている。
- 上磯・小湊営業所在籍車両および貸切車両以外の行先幕LED化統一は、全国的にも突出して早かった。LED行先表示器は、当時はパナソニック製のものを一括導入。その後不足分は、小田原機器製のものを少数導入している。パナソニック製のものは、現在はレシップ製のものに更新されている。
- ラッピングバスの導入も早かったが、近年はその数を減らしている。
- 小型バスの前面と側面には大きく「青森市営」の文字が入る。
- かつては仙台市営バス同様新車のみを導入していたが、近年は経費削減の目的から、中古車の導入を進めている。

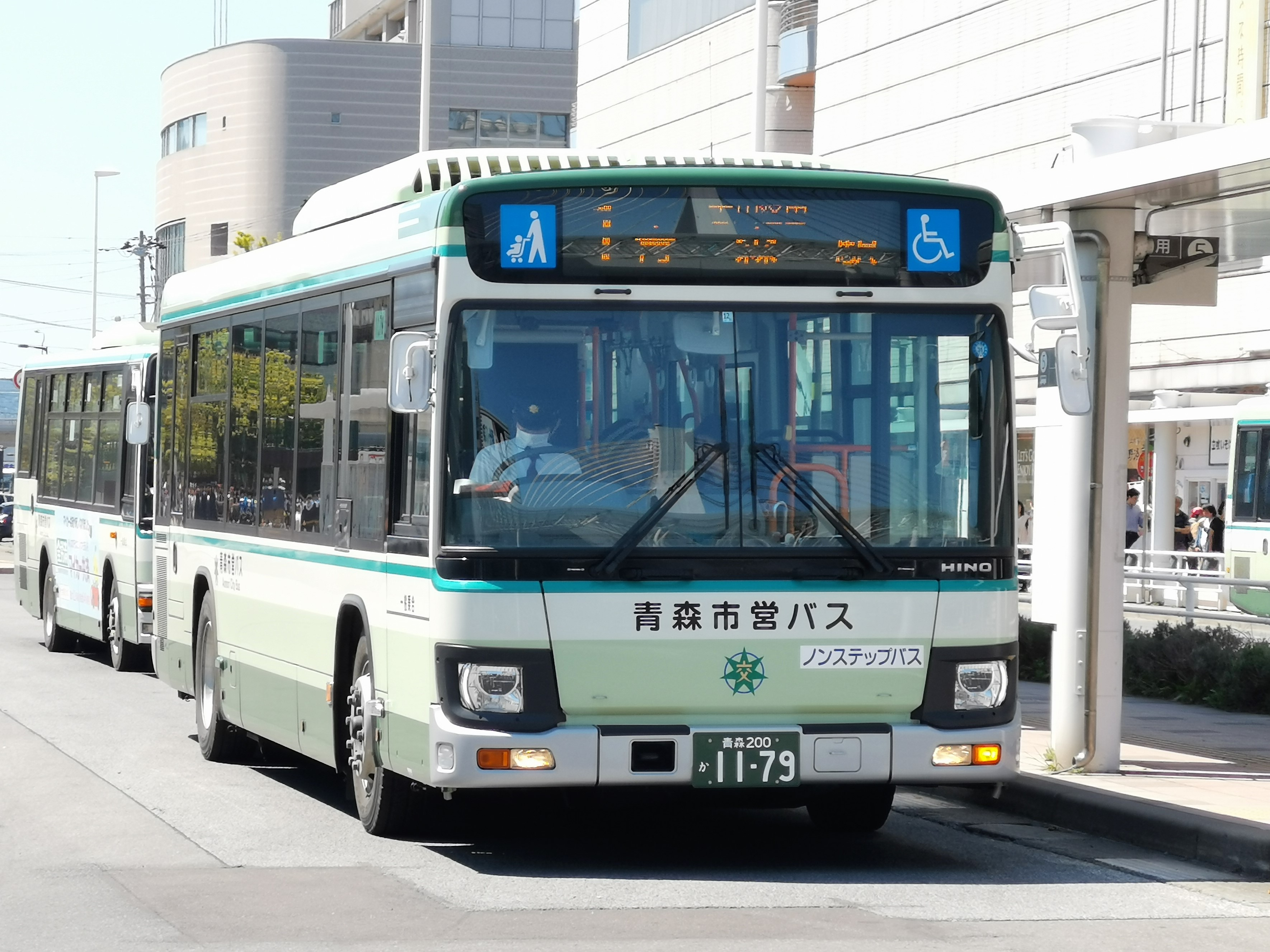
2017年に導入された日野・ブルーリボンⅡ

- 2017年に導入された日野・ブルーリボンⅡ2010年（平成22年）度は新車10台（日野・レインボーⅡ5台、いすゞ・エルガ3台、三菱ふそう・エアロスター2台）を導入し、2012年は12台、2013年はいすゞ・エルガミオを5台導入し、2014年は、日野・レインボーⅡを15台、2015年は三菱ふそう・エアロミディを17台、2016年は日野・ブルーリボンⅡを10台、2017年は三菱ふそう・エアロスターを10台、2018年は日野ブルーリボン、2019年度はいすゞエルガを7台導入した。

## 事業所
- 交通部本部・管理課
  - 青森市大字野内字菊川47-1

### 営業所
- 東部営業所
  - 青森市大字野内字菊川47-1
    - 主に青森市東部地区を担当。事務室内に定期券発売所を併設。

- 西部営業所
  - 青森市大字新城字平岡30-1
    - 主に青森市西部地区を担当。待合室に定期券発売所を併設。

### 案内所
- 青森駅前案内所
  - 青森市安方1丁目
    - 市役所からの出向職員により営業、以前は交通部直営。定期券発売所を併設し、以前は3番のりば付近に設置され、バス発車時に案内放送を行っていたが、現在は青森市観光交流センター内に移転し案内放送も廃止されている。

- NTT青森支店前発売所
  - 青森市橋本2丁目（NTT東日本青森支店1階)
    - 堤橋発売所と市役所前発売所を統合し、2018年8月20日に開設[16]。付近にはバス待合所もある。

#### 廃止された案内所
- 堤橋発売所
  - 青森市堤町2丁目
    - 交通部直営の定期券発売所。元々は堤橋案内所としてバス発着所の役割も果たしていた。青森駅方面バス停前に設置されていた。

- 市役所前発売所
  - 青森市中央1丁目
    - 交通部直営の定期券発売所。青森市役所駐車場料金所に併設されていた。青森市役所本庁舎改築工事に伴って本庁舎内に移転した後、廃止。

### 休憩所・回転所
- しあわせプラザ休憩所
  - 青森市本町
    - 八甲田丸・青森駅前・観光物産館での折り返し待機の増加により、青森駅前休憩所を設置。2007年（平成19年）秋に現在地へ移転。跡地はJRバス東北青森支店として整備された。

- 戸山団地回転所
  - 青森市大字戸山字赤坂
    - 戸山団地線の折り返し待機場所。「戸山団地北赤坂公民館前」バス停隣接。待合室設置。

- 桑原回転所
  - 青森市大字桑原字稲葉
    - 桑原線の折り返し待機場所。現在は過半数の便が昭和大仏へ延長されたため、朝の始発便のみ回転所を使用している。「桑原」バス停隣接。待合室設置。

- 細越回転所
  - 青森市大字細越字種元
    - 細越線の折り返し待機場所。

- 大別内回転所
  - 青森市大字大別内
    - 大別内線の折り返し待機場所であったが、現在は野木線が転向に使用。「大別内」バス停隣接。

- 野木回転所
  - 青森市大字野木字山口
    - 野木線の折り返し待機場所。「野木」バス停隣接。

- 岩渡回転所
  - 青森市大字岩渡字熊沢
    - 岩渡線の折り返し待機場所。「岩渡」バス停隣接。

- 奥内回転所
  - 青森市大字清水字浜元
    - 奥内線の折り返し待機場所。「奥内駅前」バス停隣接。待合室設置。

- 後潟回転所
  - 東津軽郡蓬田村大字中沢
    - 後潟線の折り返し待機場所。「後潟」バス停隣接。待合室設置。

### 廃止営業所
- 八重田営業所（→東部営業所）
  - 青森市八重田一丁目
    - 現在の東部営業所のほぼ全路線を担当していた。野内菊川への移転に伴い閉所、跡地には八重田浄化センターが建った。

- 油川営業所
  - 青森市大字羽白池上197-1
    - 油川線、奥内線、後潟線を中心に担当していた。西部営業所への統合により廃止。跡地には油川市民センターが建った。

- 上磯営業所
  - 東津軽郡平舘村（現・外ヶ浜町）
    - 蟹田・三厩線、三厩・竜飛線を担当していた。跡地は町営バス待機所となっている。

- 蟹田営業所（→蟹田駅前回転所）
  - 東津軽郡蟹田町（現・外ヶ浜町）大字上蟹田
    - 蟹田線を担当していたが、上磯営業所への移転・統合により廃止。跡地は蟹田駅前回転所となり、現在も平舘地区循環バスの回転所として使用されている。

- 蟹田営業所三厩分所
  - 東津軽郡三厩村（現・外ヶ浜町）大字増川字東町
    - 三厩線、竜飛線を担当していたが、上磯営業所への移転・統合により廃止。跡地は更地となった。

- 東部営業所小湊出張所（旧・小湊営業所）
  - 東津軽郡平内町大字沼館字家岸142番地
    - 平内町内の各路線を担当していた。現在は下北交通小湊出張所として使用されている。

### 廃止・休止回転所
- 雪印回転所
  - 青森市大字白旗野
    - 新城線雪印工場発着の折り返し待機場所。西部営業所の移転により雪印工場前経由となったことから廃止。

- 宇田回転所
  - 東津軽郡平舘村
    - 蟹田線・三厩線元宇田発着の折り返し待機場所。「元宇田」バス停隣接。現在は平舘地区循環バス・今別町巡回バスの回転所・乗継所として使用されている。

- 矢田回転所
  - 青森市大字矢田字山野井
    - 矢田線の折り返し待機場所。「矢田」バス停隣接。現在は八洲交通が運営する｢青森市市バス滝沢線」の回転所として使用されている。

- 滝沢回転所
  - 青森市大字滝沢
    - 滝沢線、矢田・滝沢線の折り返し待機場所。「滝沢」バス停隣接。現在､当路線は八洲交通が運営する青森市市バス滝沢線となっており､「青森市市バス滝沢線」の回転所として使用されている。

- 筒井回転所
  - 青森市大字筒井字桜川
    - 中筒井線の折り返し待機場所であったが、中筒井始発・終着便廃止により使用中止。簡易トイレ設置。

- 高田回転所
  - 青森市大字高田字川瀬
    - 高田線の折り返し待機場所。簡易トイレ設置。現在は青森観光バスが運営する｢青森市市バス高田線」の回転所として使用されている。

- 入内回転所
  - 青森市大字入内
    - 入内線の折り返し待機場所。「入内」バス停隣接。現在は青森観光バスが運営する｢青森市市バス入内線」の回転所として使用されている。

## 路線

### 概況
青森市営バスの路線は、以前は青森駅と東部営業所を結ぶ本線を中心に、そこから枝分かれするように分岐する路線で構成されていた。しかし、近年では路線の統廃合や循環線の設定が進み、路線の構成が複雑化した。一系統あたりの便数が少ない割には系統の数が多いことからも、路線の再編が求められていた。
2010年（平成22年）12月4日以降、新青森駅東口発着の浅虫線が設定されたが、1日2往復と便数は少ない。

#### 系統番号と路線・行先の概況
青森市営バスでは、2020年3月23日の時刻改正から、系統番号の表示を全面的に改め、経由地と行先を記号・番号で表す方法に切り替えた。
市営バスの路線・系統は、経由する道路を基準に、街路の名前や主要経由地を基準に名づけられた「小柳線」「東バイパス線」などの路線に分類し、それぞれをアルファベットの記号を付している。A,Bは青森駅行き、C～Wは、東から順番に、郊外方面行きに付けられる。（D,I,N,O,V,X,Y,Zは使用していない。）これに行先を表す数字を合わせ、系統番号をつくっている。たとえば、明の星通り経由戸山団地行きのバスの前面には、「G21 明の星通り線 戸山団地」と前面に表示される。 但し、しあわせプラザ前行きは、例外であり、アルファベットを付けず、行先番号のみの「60」を表示する。

#### 中心街の発着点
中心街でのバスの発着点は、青森駅前である。
系統番号の頭文字がC～Lの路線については、中心部での発着点が青森駅前であるものがほとんどである。経路は、行先別に古川経由と新町経由に振り分けられている。一部、市民病院や西部営業所などに直通する便もあり、それらの便は青森駅を経由しない。
M～Wの路線は、かつて、青森駅前発着ではなく、青森駅から徒歩10分弱の国道7号上にある古川（ふるかわ）に発着していた便も多数存在したが、次第に減少し、2019年3月25日のダイヤ改正から、古川発着になっていた便はすべて青森駅前発着に変更された。中心部では、ほぼ全部の便が古川を経由する。
ただし、東部営業所 - 西部営業所間など、中心市街地を通過して郊外同士を結ぶ青森市営バスの便は現在でも青森駅を経由しない。この場合、多くは古川を経由して、しあわせプラザ・県立中央病院・東部営業所（県病前→八重田経由・東バイパス→東高校前経由）市民病院前・第二問屋町・青森公立大学・幸畑団地（中筒井経由）等の発着となる。

### 方面別路線一覧

#### A 国道・古川線
- A1 - 古川経由青森駅行
  - なお、郊外では、「A1 国道・古川線 ●●●●→青森駅」とみられる時がある。
  - 例えば、横内界隈（北野尻・青森中央学院大学前）の青森駅行きは複数の経由地が存在するため、「●●●●」部分が「観光通り」「中央大橋」「旭町」の文字が入る。

#### B 新町線
- B1 - 新町経由青森駅行き

#### C 造道・八重田線
- 本線
- 浅虫線
- 築木館線

#### E 東バイパス線
- 東バイパス線

#### F 小柳線
- 小柳線

#### G 明の星通り線
- 戸山団地線
- 沢山線
- 月見野霊園線

#### H 松森・浜館線
- 戸山団地線

#### J 中筒井線
- 桑原線
- 田茂木野線
- 幸畑団地線
- 青森公立大学線（筒井経由）
- 流通団地線（筒井経由）
- 横内環状線（筒井経由）

#### K 観光通り線
- 市民病院線
- 荒川線（八甲田大橋経由）
- 県土整備事務所線
- 問屋町線
- モヤヒルズ線
- 青森公立大学線（八甲田大橋経由）
- 流通団地線（八甲田大橋経由）
- 浜田循環線

#### L 中央大橋線
- 戸山団地線
- 青森公立大学線
- 南高校線
- 荒川線（中央大橋経由）
- 浪館・中央循環線

#### M 旭町通り線
- 荒川線（南旭町経由）
- 南高校線
- サンドーム線
- 野木線
- 流通団地線（南旭町経由）
- 八甲田霊園線

#### P 浪館通り線
- 慈恵会病院線
- 細越線
- 浪館・中央循環線

#### R 滝内・三内線
- つくしが丘病院線
- 岩渡線
- 三内霊園線

#### S 県立美術館線
- 三内丸山遺跡線

#### T 石江・新城線
- 新城線

#### U 西バイパス線
- 西バイパス線

#### W 沖館・新田線
- 野木和団地線
- 奥内・後潟線

### 2020年3月22日までの主要目的地記号・経由地番号
2010年（平成22年）12月4日の東北新幹線新青森開業時から2020年（令和2年）3月22日まで、青森市営バスは次のような主要目的地記号・経由地番号を掲げていた。
| 表示文字 | 主要目的地                            |
| -------- | ------------------------------------- |
| A        | 新青森駅東口                          |
| B        | 新青森駅南口                          |
| C        | 浅虫温泉駅                            |
| D        | 三内丸山遺跡 県立美術館               |
| E        | イトーヨーカドーほか 浜田循環線       |
| F        | モヤヒルズ 青森公立大学               |
| G        | 横内・幸畑など 横内循環線             |
| H        | 八甲田雪中行軍遭難資料館 観光りんご園 |
| K        | 昭和大仏                              |

| 表示番号 | 経由地                       |
| -------- | ---------------------------- |
| 1        | 古川                         |
| 2        | 新町                         |
| 3        | 県病前（青森県立中央病院前） |
| 4        | 浪館通り                     |
| 5        | 旭町通り                     |
| 6        | 観光通り                     |
| 7        | 松原通り                     |

- 上記に従い、主要目的地と経由地がバスの前面行先表示板に掲げられた。たとえば、青森駅発新町・県病前経由浅虫温泉駅行きは、「C3」を掲げた。
- 上記のいずれの場所を経由せず、最終到着地にもしていない便については文字あるいは番号、場合によってはそれらの両方を掲げない。また、青森駅前・古川・県病前を行き先とする便は、いずれも番号を掲げないことがあった。
- 上記のうち、複数の地点を経由する便については、最も特徴的な経由地の番号を掲げている。たとえば、東部営業所発県立中央病院・新町経由青森駅行は、経由地番号「3」ではなく「2」を掲げた。また、東部営業所・県立中央病院発新町・古川・石江経由西部営業所行は「1」ではなく「2」を掲げている。さらに、青森駅発着の新城・油川方面行は古川を経由するが「1」を掲げていない（青森駅～浪岡駅間は掲げている）ほか、かつて運行していた『青森駅 - 東部営業所線（青柳橋経由）』は新町を経由したが、「2」を掲げていなかった。
- 青森市内でねぶた祭りなど大規模な交通規制実施時は、迂回運行などで掲示の経由番号と異なるルートをとる場合があった。
- 特に青森駅行きであることを示す場合が"S"を目的地番号に前置した。浅虫温泉・三内丸山遺跡方面の路線等でみられた。
- なお、アルファベット単独では掲げない（必ず数字とセットでの表示）。

### 2010年12月3日までの経由地番号
| 主要経由地               | 表示番号 |
| ------------------------ | -------- |
| 古川を経由               | 1        |
| 新町を経由               | 2        |
| 県立中央病院前を経由     | 3        |
| 上記に当てはまらない場合 | 無表示   |

### 行き先表示がLED化される前の方向幕表示（2000年まで）
行き先表示がLED化される前は次のような方式で表示されていた（1999年（平成11年）4月1日改正当時）。
主要経由地の色分け
| 主要経由地               | 表示の色 |
| ------------------------ | -------- |
| 古川を経由               | 赤色     |
| 新町を経由               | 青色     |
| 県立中央病院前を経由     | 黄色     |
| 上記に当てはまらない場合 | 白色     |

行き先・方面の番号表示
| 方面番号 | 郊外へ主な経由地       | 主な行先・方面                                                                                          |
| -------- | ---------------------- | --- |
| 1        |                        | 市内線（青森駅 - 東部営業所間）国道、新町、青柳、山の手                                                 |
| 2        | 県病                   | 浅虫温泉駅、浅虫水族館、滝沢、矢田、築木館                                                              |
| 2        | 東バイパス             | 矢田 |
| 3        | 栄町二丁目             | 浜館 |
| 3        | 合浦公園・明の星高校前 | 戸山団地、沢山、月見野霊園                                                                              |
| 3        | 国道・岡造道           | 小柳団地、小柳団地→東部（営）                                                                           |
| 3        | 国道・南佃             | 小柳団地→東部（営）                                                                                     |
| 4        | 堤橋                   | 桜川団地、中筒井、幸畑団地、田茂木野、田茂木沢、戸山団地、桑原、昭和大仏、青森公立大学、横内環状→青森駅 |
| 5        | NTT青森支店            | 市民病院、問屋町、戸山団地、流通団地、青森公立大学、モヤヒルズ、土木事務所、横内環状→青森駅             |
| 6        | 古川・南旭町           | 上野・牛館、高田、大柳辺、入内、野木・大別内、南部工業団地                                              |
| 6        | 中央大橋               | 青森朝日放送                                                                                            |
| 7        | 古川・浪館             | 自衛隊宿舎、細越、つくしが丘団地、慈恵会病院、三内丸山遺跡→免許センター                                 |
| 8        | 古川・西滝             | 三内霊園、つくしが丘団地、岩渡、西部営業所、西滝→孫内、鶴ヶ丘苑                                         |
| 8        | 古川                   | 西バイパス→西部（営）                                                                                   |
| 9        | 古川・沖館             | 野木和団地、岡町→西部（営）、奥内、後潟                                                                 |
| 10       |                        | 郊外線からの古川終点                                                                                    |
| 20       |                        | 郊外線からの福祉増進センター終点                                                                        |
| 30       |                        | 郊外線から県病経由の東部営業所終点                                                                      |
| 40       |                        | 郊外線から国道経由の青森駅終点                                                                          |
| 50       |                        | 郊外線から新町経由の青森駅終点                                                                          |

- なお、当時、青森市内でこのような行き先表示でも、小湊営業所管内車両と上磯営業所管内車両では、それ以前の方式（例）「小湊駅東田沢」のように経由地が緑色で方面番号はなかった。
- 東部営業所発着の滝沢・矢田・築木館線には晩年まで番号表示はなく、行先幕は｢矢 田｣といったようにシンプルなものであった。

## 運行委託
収支状況を改善するため、2004年（平成16年）7月から試験的に民間事業者へ一部路線の運行・車両管理業務を委託した。これは市交通部職員より民間事業者の社員のほうが人件費がかからないためで、これにより青森市営バスは経費が削減でき、受託した民間事業者側でも十分な利益が得られるようになっている。
運行を受託したのは弘前市に本社を置く弘南バスで、矢田前にある青森営業所に併設する形で市営バスの運行を専門に行う「乗合部青森分室」を設置して業務に当たっている。 なお、2019年12月2日より弘南バスの他にも岩手県北自動車が一部路線の運行を受託した。岩手県北自動車は、三内丸山に青森営業所を設置して業務に当たる。両社ともに、制服や名札等はは自社のものを使用しており、一般的な運行委託の方式とは異なっている。
なお、弘南バス青森営業所への委託は2020年ダイヤ改正を以て終了した。
2011年（平成23年）4月より、路線ごとの委託からダイヤ（行路）ごとの委託となった。そのため従来通りすべての便が委託となる路線もあれば、その路線のうち一部便のみ委託となる路線も生じている。
2004年（平成16年）7月1日より委託
- 矢田・滝沢線（2012年（平成24年）9月30日限りで廃止）
- 西バイパス・新田循環線（2010年（平成22年）12月3日限りで廃止）
- 中央循環線（2005年（平成17年）3月31日限りで廃止）

2005年（平成17年）4月1日より委託
- 浪岡線（旧浪岡町との合併により同日から運行開始。なお、空港経由便は2013年（平成25年）10月1日に、大釈迦経由便は2014年（平成26年）10月1日[21]に、いずれも「バス社会運行実験」（こちらも弘南バスが運行）に移行した為、それぞれ休止、青森市市民バスへの完全移行のため、それぞれ半年後廃止となる。）
- 滝沢線（2012年（平成24年）3月31日限りで廃止。青森市市民バス矢田・滝沢線となる。）
- 浪館・中央循環線

2010年（平成22年）4月1日より委託
- 浜田循環線（2012年4月ダイヤ改正で一部ダイヤが東部・西部の直轄行路に再移管）

2010年（平成22年）12月4日より委託
- 急行浅虫線（東北新幹線新青森駅開業により同日から運行開始）

2011年（平成23年）4月1日より委託
- 国道経由本線（一部）
- 矢田線（2012年（平成24年）3月31日限りで廃止）
- 浅虫線（一部）[22]
- 新城線（一部）

2012年（平成24年）4月1日より委託
- 築木館線
- 三内丸山遺跡線（一部)[23]

2015年（平成27年）4月1日より委託
- 野木線
- 横内環状線（一部）
- 西バイパス線（一部）
- 市民病院線（一部）
- 慈恵会病院線（一部）
- しあわせプラザ線（一部）

2019年（令和元年）12月2日より委託（岩手県北バス受託）
- 国道線（一部）
- 新町線（一部）
- 新城線（一部）
- 西バイパス線（一部）
- 浪館線（一部）
- 細越線（一部）
- 市民病院線（一部）
- 問屋町線（一部）

2020年（令和2年）12月7日より委託（岩手県北バス受託）
- 横内環状線（一部）
- 浜田循環線（一部）
- 浅虫線（一部）
- 荒川線（一部）

## その他

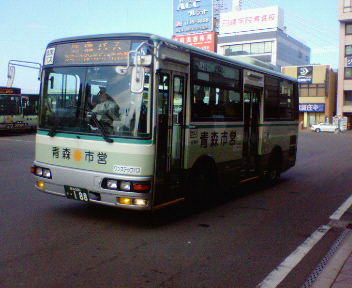
車種によっては「青森市営」の文字が大きくなっているものも存在する（画像は中型ワンステップ車）

- 青森市営バスの車両は、全てワンマン、中乗り前降り。「交通系ICカード」、「バスカードシステム」を採用している。「交通系ICカード」は、乗車時にICカードリーダーにタッチし、降車時に自動運賃箱のICカードリーダーにタッチする方式である。現金やバスカードを利用する場合は整理券式で、整理券にはバーコードが印刷されている。但し、上磯・小湊営業所管内はカードリーダーを取り付け、乗車時と下車時にバスカードを通す仕組みとなり、整理券発行機・運賃箱は既存の物を使用していた。
- 運賃のことを『料金』と呼んでおり、一般路線車両の運賃箱のステッカーには『料金箱』で表記されている（空港線運用車両では『運賃箱』で表記）。
- 2010年12月4日のダイヤ改正からバス停時刻表に新青森駅を経由・発着する便の時間にはグレイ掛けされ、発車・通過時刻の前には新幹線の先頭をあしらったマークが付されている。
- 青森市内で路線バスを運行してる事業者のうち、車椅子やベビーカーで、そのまま乗降できるのは、青森市営バスのみ[24]である。